# Salmeterolo
Il Salmeterolo è un composto, a lunga durata d'azione, con attività di tipo agonista selettivo sui recettori β2-adrenergici. Come farmaco viene utilizzato per via inalatoria per ridurre il broncospasmo in alcune condizioni patologiche quali l'asma ed in altre malattie ostruttive respiratorie. In Italia è venduto dalla società farmaceutica Menarini con il nome commerciale di Salmetedur e dalla società GlaxoSmithKline con il nome di Serevent. È disponibile in diverse forme farmaceutiche, tra cui sospensione pressurizzata per inalazione e polvere per inalazione.

## Storia
Salmeterolo è stato commercializzato e prodotto da GlaxoSmithKline negli anni '90.
Nel novembre 2005 la Food and Drug Administration ha pubblicato un avviso rivolto al pubblico ed al personale sanitario, con il quale si segnalava che vi erano evidenze che l'uso di agonisti β2 a lunga durata d'azione poteva associarsi con un aumento del rischio di peggioramento della dispnea (broncospasmo), portando ad un peggioramento dei sintomi, ed in alcuni casi anche a morte.

Le linee guida sull'asma raccomandano l'utilizzo di agonisti β2 a lunga durata d'azione (LABA), ma nel 2006 una grande metaanalisi sui risultati raccolti da 19 studi con 33.826 partecipanti, evidenziò che salmeterolo poteva lievemente aumentare il rischio di morte per asma, e che questo rischio aggiuntivo non veniva ridotto con l'uso supplementare di steroidi per via inalatoria (ad esempio, ricorrendo alla combinazione precostituita fluticasone/salmeterolo).
Questo evento secondo alcuni autori potrebbe essere dovuto al fatto che anche se i LABA alleviano i sintomi dell'asma, tuttavia potrebbero promuovere una particolare infiammazione e sensibilità bronchiale senza alcun preavviso.
Una review del 2013, basata su 35 studi (13.447 partecipanti) negli adolescenti ed adulti e su 5 studi (1862 partecipanti) nei bambini, non ha evidenziato differenze statisticamente significative negli eventi avversi gravi, fatali o non fatali, quando salmeterolo veniva associato in modo casuale al trattamento con corticosteroidi per via inalatoria e confrontato con il trattamento con il solo corticosteroide.
Questo studio sottolineava come non si fossero verificate morti asma-correlate, e come gli eventi avversi gravi correlati all'asma fossero relativamente pochi. Nonostante le dimensioni dello studio gli autori segnalavano che la frequenza di eventi avversi risultava complessivamente troppo bassa e che i risultati apparivano troppo imprecisi per escludere con sicurezza un aumento relativo della mortalità per tutte le cause o di eventi avversi non fatali quando salmeterolo viene utilizzato in combinazione con steroidi per via inalatoria.

## Farmacodinamica
Salmeterolo è la molecola capostipite di una nuova classe di sostanze, a lunga durata d'azione, con attività agonista selettiva sui recettori beta2-adrenergici.  La broncodilatazione indotta dal composto permane infatti per almeno 12 ore dall'inalazione. La stimolazione dei recettori beta2-adrenergici da parte del farmaco comporta un incremento dell'AMP ciclico endocellulare, il quale porta all'attivazione della protein chinasi A, la quale inibisce la fosforilazione della miosina e riduce la concentrazione intracellulare di calcio ionico, con conseguente rilassamento e determinazione di un effetto di tipo broncodilatatore con risoluzione del broncospasmo.
In vitro salmeterolo ha dimostrato che di possedere potenti effetti inibitori sul rilascio di alcuni mediatori da parte delle mastcellule polmonari, e in particolare istamina, leucotrieni e prostaglandina D2.
In altre parole il composto è in grado di modulare i processi infiammatori nel polmone, anche se non è ancora chiara l'importanza clinica di quest'azione.

## Farmacocinetica
A seguito di somministrazione per via inalatoria il farmaco raggiunge le basse vie respiratorie ed una frazione non trattenuta nell'erogatore si deposita nell'orofaringe e viene quindi ingerita e rapidamente assorbita dal tratto gastrointestinale. Salmeterolo agisce localmente a livello del polmone e le concentrazioni plasmatiche raggiunte non sono in alcun modo predittive dell'attività terapeutica. Nell'organismo salmeterolo viene ampiamente trasformato, mediante ossidazione alifatica, nel metabolita α-idrossisalmeterolo. La biotrasformazione si compie ad opera del citocromo P450 isoenzima 3A4 (CYP3A4). La co-somministrazione di salmeterolo, alle dosi usuali, e di un inibitore del citocromo CYP3A4, ad esempio ketoconazolo,  può dar luogo ad un significativo aumento della concentrazione del beta agonista nel plasma.

## Usi clinici

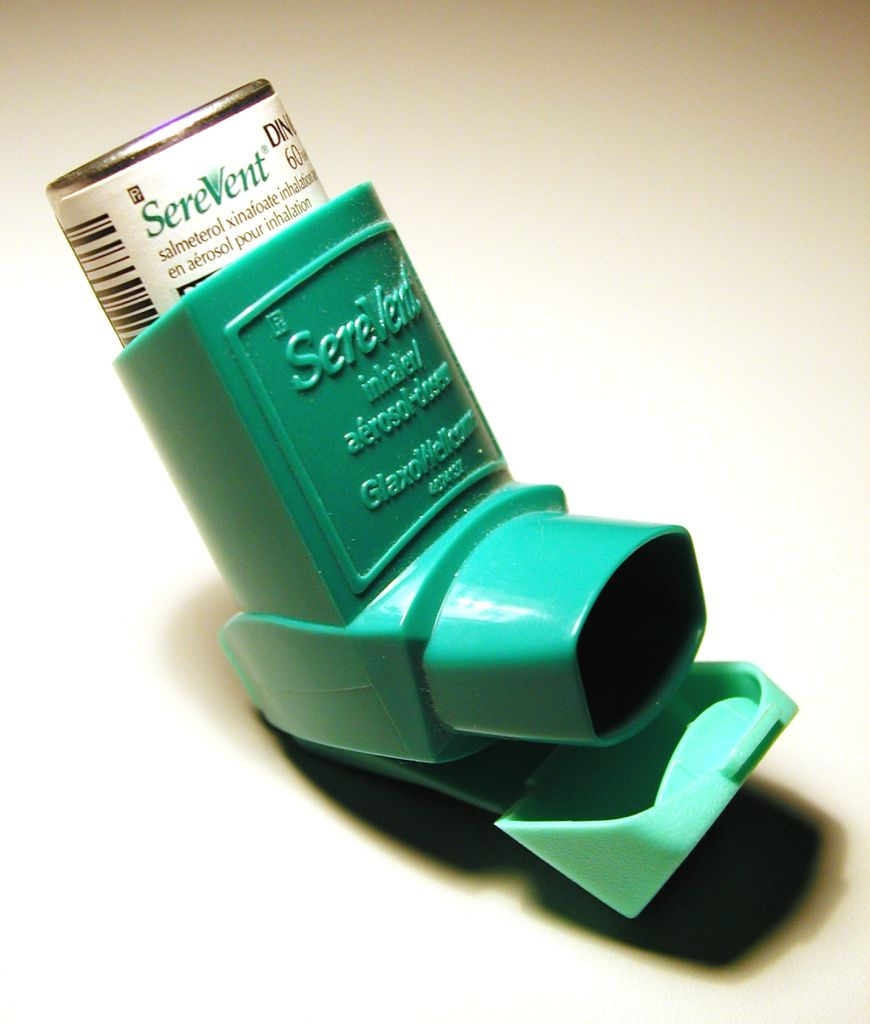
Un tipico inalatore di un prodotto commerciale a base di salmeterolo

Il farmaco viene utilizzato nel trattamento del broncospasmo associato all'asma bronchiale e ad altre patologie che comportano occlusione delle vie respiratorie, come ad esempio la broncopneumopatia cronica ostruttiva (bronchite cronica ed enfisema), spesso in associazione con corticosteroidi. Per il meccanismo d'azione caratteristico, il farmaco è utilizzato nel trattamento a lungo termine dell'ostruzione bronchiale reversibile, e non deve considerarsi sostitutivo della terapia di fondo (causale) così come del trattamento della crisi acuta d'asma, la quale richiede l'utilizzo di beta2-agonisti a rapida insorgenza d'azione.

## Effetti indesiderati
Fra gli effetti indesiderati si riscontrano tremore, crampi muscolari, cefalea, artralgia, tachicardia, vertigini, rash cutaneo, nausea.

Così come avviene anche per altre sostanze medicamentose somministrate per via inalatoria, può manifestarsi broncospasmo paradosso, con incremento di respiro affannoso a distanza di pochi minuti dall'inalazione di salmeterolo.
Nell'eventualità che si presenti questo effetto, è necessario assumere immediatamente un diverso broncodilatatore a rapida insorgenza d'azione, interrompere la terapia precedente e istituirne una alternativa.
Gli agonisti beta-2 adrenergici a lunga durata d'azione, come il Salmeterolo, possono aumentare il rischio di morte associata all'asma. 
Pertanto i medici dovrebbero prescrivere l'associazione Salmeterolo e Fluticasone solo nei pazienti non adeguatamente controllati con altri farmaci (ad esempio corticosteroidi per via inalatoria a basso o a medio dosaggio), oppure nei pazienti nei quali la gravità della malattia richiede due terapie di mantenimento.

## Controindicazioni
Il farmaco è controindicato nei soggetti con ipersensibilità nota al principio attivo oppure ad uno qualsiasi degli eccipienti della formulazione farmaceutica. Anche lo stato di gravidanza e l'allattamento al seno costituiscono in genere una condizione di controindicazione, tranne in rari casi nei quali il beneficio atteso per la madre sia considerato superiore al possibile rischio per il feto.

## Dosi terapeutiche
- Asma bronchiale

Nell'adulto sono consigliate due inalazioni, pari a 50 mcg di salmeterolo (ogni inalazione comporta infatti l'erogazione di 25 mcg)  due volte al giorno, la mattina e la sera. Nei soggetti con ostruzione delle vie aeree particolarmente grave, scarsamente rispondenti alla posologia standard, il dosaggio può essere aumentato fino ad un massimo di 4 inalazioni (4 x 25 mcg di salmeterolo), sempre due volte al giorno.
- Broncopneumopatia cronica ostruttiva

Nei soggetti adulti ed anziani il dosaggio consigliato è pari a 50 mcg (due inalazioni) due volte al giorno.
A seguito di inalazione l'effetto broncodilatatore (generalmente comportante un miglioramento del FEV1 superiore al 15%) si verifica nel giro di 10-20 minuti. La completa attività terapeutica si consegue già dopo le iniziali dosi del farmaco. Tuttavia si deve ricordare che il massimo beneficio terapeutico in caso di disturbi ostruttivi reversibili delle vie aeree, si ottiene solo con un uso regolare del composto.

## Sovradosaggio
I segni e sintomi in corso di sovradosaggio da salmeterolo sono eventi in genere transitori e correlati all'iperstimolazione del farmaco sui recettori β2-agonisti. Questi includono vertigini, tremore, cefalea e sintomi cardiaci quali cardiopalmo, tachicardia, incremento della pressione arteriosa sistolica. Il sovradosaggio può comportare la sospensione del trattamento e l'adozione di adeguate misure di controllo della sintomatologia: tra queste può rivestire un ruolo di primo piano l'impiego di β-bloccanti cardio-selettivi, anche se va ricordata la necessità di grande cautela nel loro utilizzo, vista la possibilità di evocare broncospasmo.
In alcuni pazienti a seguito di sovradosaggio di salmeterolo si può verificare ipokaliemia. Ne consegue la necessità di monitoraggio dei livelli sierici del potassio e l'eventuale terapia sostitutiva con il medesimo.

## Interazioni
- Beta-bloccanti (propranololo, metoprololo, bisoprololo, atenololo ed altri):  la contemporanea somministrazione di farmaci betabloccanti e salmeterolo non è indicata. Questi agenti possono bloccare l'effetto polmonare del beta-agonista ed anche indurre grave broncospasmo nei pazienti con storia di asma.
- Metilxantine (teina, caffeina, teobromina): è bene evitare l'assunzione di quantità eccessive di cibi contenenti metilxantine (ad esempio caffè, the, cioccolato) durante la terapia con salmeterolo perché l'ipokaliemia, potenzialmente grave, che può far seguito alla terapia con beta2-agonisti può essere potenziata dal trattamento contemporaneo con tali sostanze.
- Ketoconazolo (inibitori potenti del citocromo CYP3A4): la co-somministrazione di ketoconazolo e salmeterolo determina un importante aumento dell'esposizione di quest'ultimo nel plasma, con un aumento degli effetti indesiderati ed avversi, come ad esempio il prolungamento del QTc e la presenza di cardiopalmo.

## Gravidanza e allattamento
Gli studi sperimentali sugli animali, con i dosaggi usuali di farmaco, non hanno evidenziato effetti dannosi, diretti o indiretti, sul prodotto del concepimento. Vi sono state alcune evidenze di effetti dannosi sul feto quando si è fatto ricorso a dosaggi molto elevati. I dati relativi all'uso di salmeterolo in donne in gravidanza sono molto limitati (poche centinaia di casi di gravidanza esaminati). Per questo motivo, come misura precauzionale, si preferisce evitare l'uso di salmeterolo nelle donne gravide.
Gli studi di farmacodinamica e di tossicologia effettuati sugli animali hanno mostrato che salmeterolo viene escreto nel latte. Pertanto non si possono escludere rischi potenziali per il bambino che viene allattato al seno. La valutazione del beneficio dell'allattamento al seno per il bambino e del beneficio della terapia con salmeterolo per la donna porta alla decisione se interrompere l'allattamento al seno o sospendere la terapia con il beta agonista.